# Дірк Волькертсен Корнгерт
Дірк Волькертсен Корнгерт (нід. Dirck Volckertszoon Coornhert 1522, Амстердам — 29 жовтня, 1590, Гауда) — нідерландський гуманіст, літератор і художник-графік.

## Життєпис
Народився в місті Амстердам в родині Волькерта Корнгерта, торговця тканинами і сукнами. Працював юнаком разом із батьком, що відвідав Португалію й Іспанію.

## Шлюб і позбавлення спадку
Сімнадцятирічним парубком Дірк Волькертсен узяв шлюб із пані Корнелією Сімонс, що була старшою за нього на дванадцять років, до того ж з бідної родини. Батьки не схвалювали ранній шлюб сина без їх дозволу і позбавили його спадку. Навіть смерть батька не втамувала розбрат в батьківській родині і мати, тоді вже вдова, підтвердила рішення померлого чоловіка позбавити сина спадку.
За припущеннями, скрутний матеріальний стан Дірка (рано одруженого) спонукав того до опанування графічних технік, аби матеріально підтримати себе і жінку. На щастя, у нього виявились непогані художні здібності.

## Майстер гравер
Нема достеменних свідоцтв, де саме і у кого він здобув навички і техніку гравюри. В Гарлем, де мешкав Корнгерт, прибув з Італії близько 1536—1537 рр. художник Мартен ван Гемскерк (1498—1574). Йому сподобалась художня манера молодого гравера. Так народився тандем уславленого малювальника і художника (з досвідом праці в Італії) та молодого гравера, що майстерно переводив у друковану графіку численні малюнки Гемскерка. Розумний Гемскерк мав проблему з популяризацією власних творів і саморекламою, тиражована графіка як дешевий засіб самореклами добре вирішувала цю проблему. Живопис, навпаки, залишався трудоміським засобом і обслуговував надто мале коло багатих замовників. До того ж кількість картин, створених за життя Мартена ван Гемскерка, не перевищувала одної сотні, а більшість з них перебувала у недоступних для широкого загалу збірках.
Мартен ван Гемскерк почав швидко робити малюнки, а молодий Корнгерт швидко переводив їх у друковану графіку. Відомо, що разом вони створили і оприлюднили близько семисот гравюр. Мартен ван Гемскерк уславився таким чином як художник на батьківщині, а Корнгерт отримав авторитет як фаховий гравер і мав прибуток. Обидва заробляли і в інший спосіб. Гемскерк отримав замову від керівництва Гарлема на рекламу лотереї, котру почала проводити мерія міста. Гемскерк розробив рекламну афішу лотереї, а Корнгерт надрукував наклад і сприяв розповсюдженю афіші. Про це збережені свідоцтва в місцевому архіві від 1547 року, коли Корнгерту було близько 23-24 років. Якісь замови Корнгерт мав і від графа Рейнауда ІІІ ван Бредероде, коханкою котрого була Анна Сойманс, рідна сестра дружини Корнгерта. Завдання від графа Рейнауда ІІІ не перешкоджали працювати з Гемскерком чи брати інші замови.
Корнгерт був також автором гравюр і з творів Франса Флориса, котрі надрукував видавець і торговець гравюрами Ієронімус Кок, котрий співпрацював також з авторитетним Пітером Брейгелем старшим. Дірк Волькертсен Корнгерт брав також учнів, але додав згодом до власного фаху навички нотаріуса.

## Взаємовпливи, самоосвіта і гарлемський історіограф

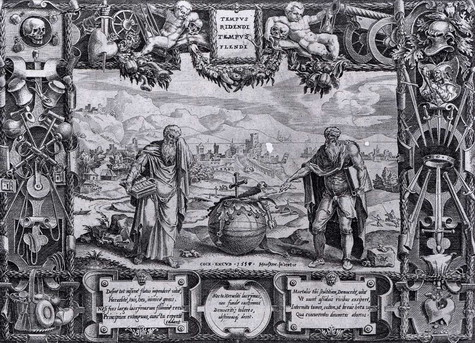
Гравер Корнгерт за малюнком Мартена ван Гемскерка. "Геракліт і Демокріт як заклик до самоудосконалення " 1557 р.

За зростанням авторитету самого Дірка Корнгерта стояли взаємовпливи і самоосвіта. На Корнгерта благодійно впливали не тільки співпраця, досвід і спілкування з Мартеном ван Гемскерком. Мав місце і зворотній процес, чимало ідей нових творів Гемскерку підказав сам Дірк Корнгерт, котрий графікою лише зробляв на життя, а сам визрівав як письменник-полеміст, ідеолог-теоретик, державний діяч, бо не припиняв пошуків. Нові графічні твори, таким чином, ставали оприлюденням ідей, настанов і повчальних прагнень як Мартена Гемскерка, так і Дірка Корнгерта. Ідеї і підказки Корнгерта, що ставали ідеологічними програмами, були перенесені як в картини Гемскерка, так і в нові графічні аркуші.
Серед графічних технік, котрі використовував Корнгерт — дереворит, гравюра на міді, офорт і співпраця з друкарем Ієронімом Коком, що мав патент на друк і був творцем широко розгалуженої мережі продажів друкованої графіки. На тому етапі гравер без реєстрації і патента не мав прав на розповсюдження власної продукції або робив це потайки. Реєстрація і вказівка імені друкаря були обов'язковими. Доволі широким був і перелік тем, що розробляв Корнгерт в гравюрі — біблійні сюжети («Голгофа», «Історія Товія», «Гріхопадіння Адама і Єви», «Притча про немилосердного раба», «Милосердний самаритянин»), моральне повчання («Блудний син», «Похвала добропорядних жінок», «Небезпека пихи і честолюбства», «Небезпека амбіцій», « Небезпека надій тільки на гроші»), батальний жанр («Імператор Карл V при захопленні Тунісу»), фольклорні і дидактичні твори (типи покарання чоловіків за глупоту) тощо.
Наче сама Фортуна попіклувалась про збереження (хоч якихось) свідоцтв про Мартена ван Гемскерка та про Дірка Корнгерта. Невдовзі по смерті обох свідоцтва про їх життя і твори почав збирати літній на той час історіограф Карел ван Мандер (1558—1606). Не маючи можливості розпитати померлих, він занотував свідоцтва помічника і приятеля Мартена ван Гемскерка — Якоба Рауверда (а міг би не встигнути й цього, бо сам помер 1606 року). Карел ван Мандер не перебільшив, коли написав про Корнгерта — " його дух, розум і руки були здатні усвідомити і реалізувати все, що тільки може усвідомити і відтворити людина ".

## Корнгерт письменник, адміністратор і перекладач
Дірк Корнгерт, що знав латину (тодішню міжнародну мову західноєвропейських літераторів і науковців), не полишав літератури і сприяв перекладам на голландську творів класичної античної літератури. Так, йому належать переклади Сенеки, Цицерона , Боеція. Переклад дванадцяти книг Гомера " Одісей « 1562 року був одним із перших в черзі важливих перекладів нідерландського відродження.
Того ж 1562 року його призначили на посаду секретаря міста Гарлем (секретарів було три, один з трьох і був Корнгерт), а з 1564-го на посаду секретаря бургомістра. Саме він, учасник і ідейний натхненик боротьби з іспанськими загарбниками, був у 1566 році автором маніфеста, створеного для Вільгельма І Оранського. Зрозуміло, що на недовгий термін його матеріальний стан покращився, необхідності заробляти на життя графікою не стало, бо не було і вільного часу. Графічних творів в цей період просто не створено.

## Вимушена еміграція
1568 року був заарештований іспанцями у місті Гаага. Рятуючи власне життя від смертельної небезпеки, втік до міста Клеве (нині Німеччина, земля Північний Рейн-Вестфалія). Під час перебування в Клеве узяв до себе учнем Гендріка Гольціуса, що стане видатним нідерландським гравером. Небезпека і стреси, пережиті в той період, сприяли роздумам і створенню книги „Boeventucht“ про витоки злочинів, де виклав їх аналіз і пропозиції про пом'якшення покарання та засоби виправлення ув'язнених.

## Корнгерт богослов
За віросповідуванням Дірк Волькертсен Корнгерт був католиком з широким світоглядом і здатністю до аналітики. Це обумовило його підтримку революції у Нідерландах і перехід на бік ворогів іспанців-католиків, що повстали за національну незалежність від Іспанської імперії. Підозріле ставлення до Корнгерта з боку іспанської адміністрації примусило філософа і богослова тричі емігрувати з Нідерландів у Німеччину, де він не поривав зв'язку з керівництвом повсталих.

## Галерея графічних творів

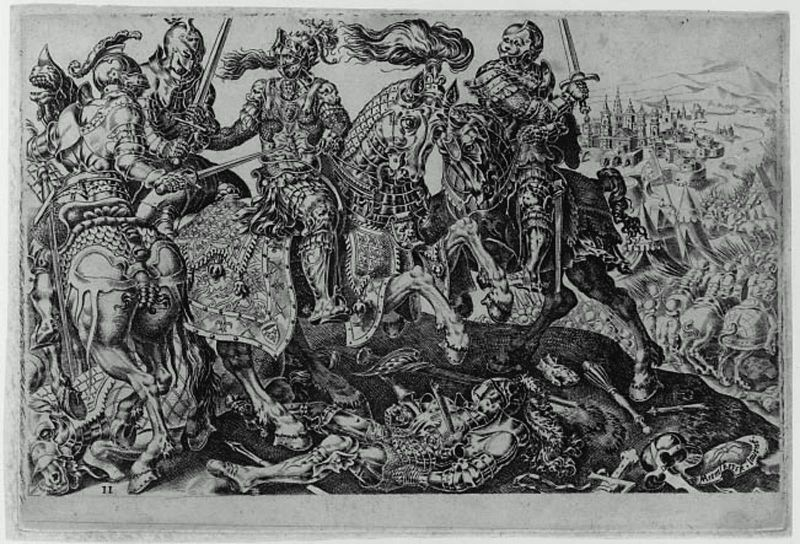
Мартен ван Хемскерк (ідея і малюнок), 1556 р., гравер Дірк Волькертсен Корнгерт. „Імператор Карл V при захопленні Тунісу“. Бостонський музей образотворчих мистецтв

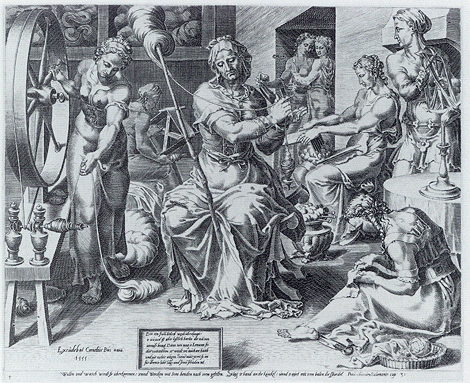
Мартен ван Хемскерк (ідея і малюнок), гравер Дірк Корнгерт, «Похвала добропорядних жінок», 1555 р.
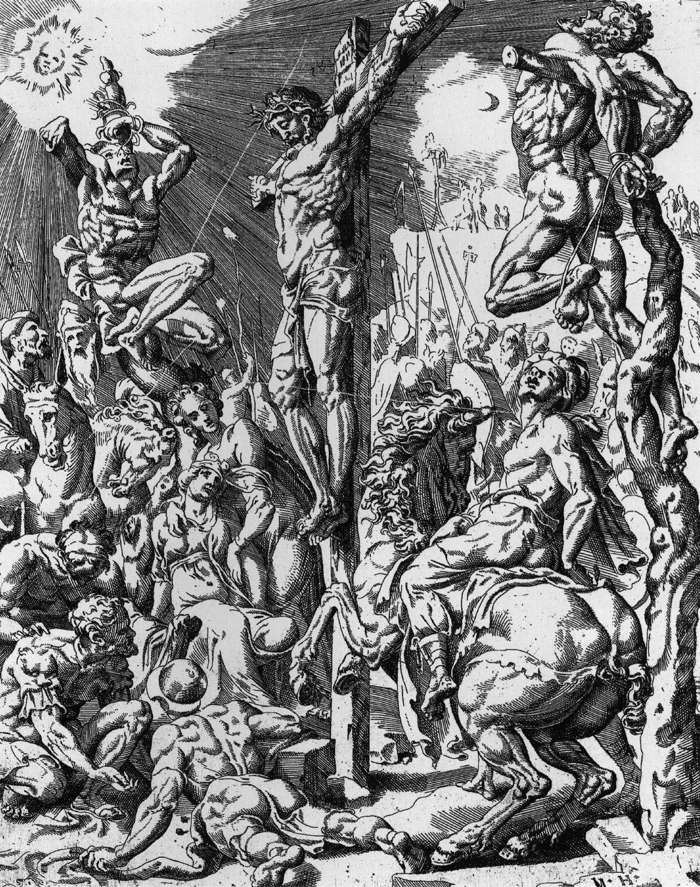
«Голгофа», 1548 р., Державний музей (Амстердам)
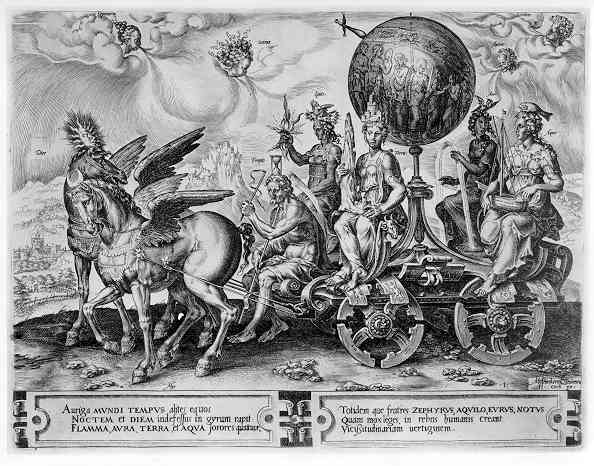
«Святкова колісниця Миру», 1564 р.
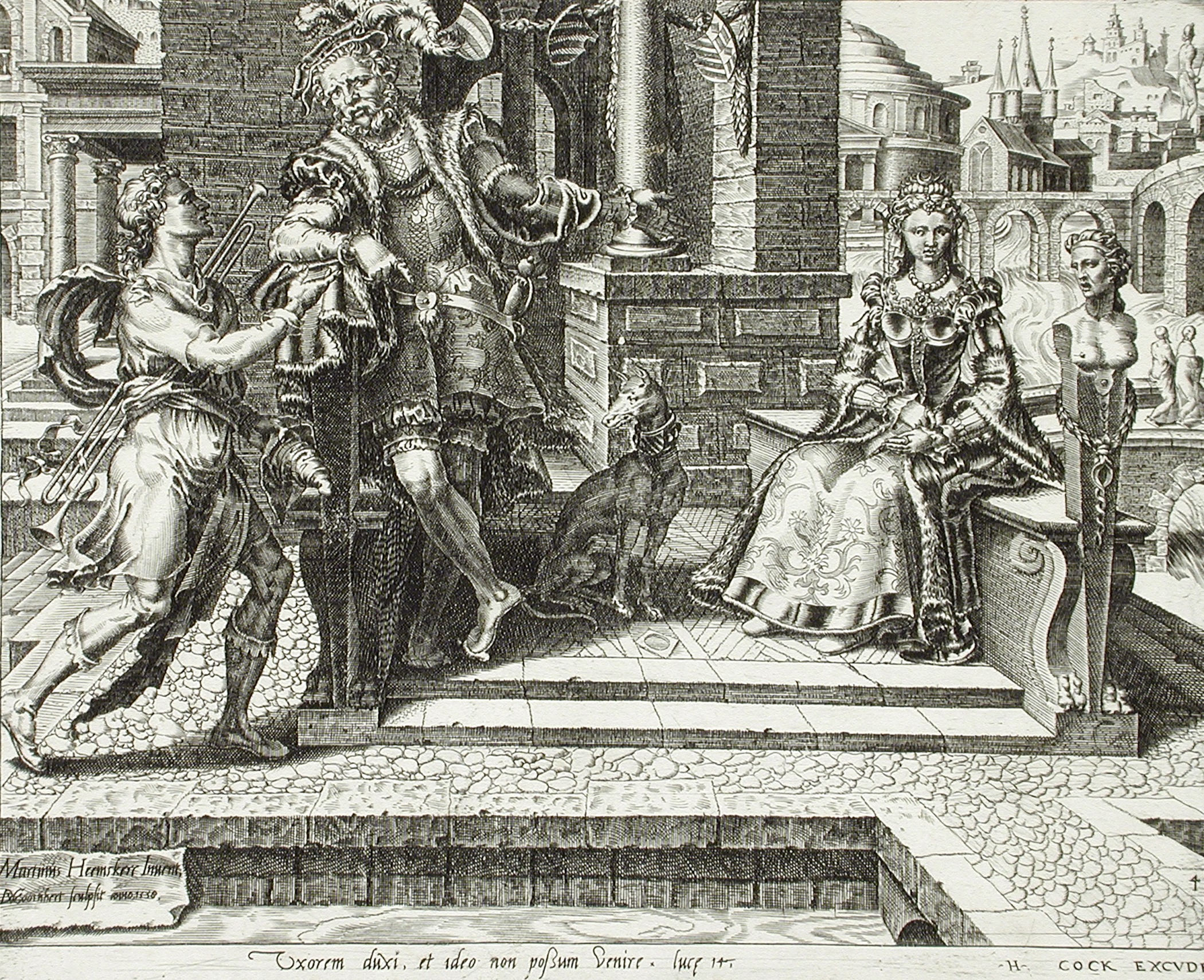
«Третє покарання, коли чоловік одружився», 1559 р., Музей мистецтв округу Лос-Анжелес

»